# Kathleen Turner
Pour les articles homonymes, voir Turner.
Kathleen Turner est une actrice américaine, née le 19 juin 1954 à Springfield (Missouri).
Elle est une des actrices majeures des années 1980 avant de voir sa carrière marquer le pas au cours des années suivantes, du fait notamment de sa maladie, une polyarthrite rhumatoïde.

## Biographie
Fille d'un diplomate et d'une enseignante, elle vit une enfance d'expatriée au fil des mutations de son père au Canada, Venezuela, à Cuba et en Angleterre. Ancienne gymnaste, diplômée de l'université du Maryland, elle commence sa carrière avec un rôle dans le soap opera The Doctors à la fin des années 1970.

### Ses débuts au cinéma
En 1981, son premier rôle au cinéma lui apporte une célébrité immédiate : Matty Walker, la séductrice rusée et irrésistible de La Fièvre au corps illustre sa capacité à incarner les femmes fatales. Elle enchaîne avec des rôles de comédies où elle triomphe également : L'Homme aux deux cerveaux (1983) et surtout À la poursuite du diamant vert (1984) qui lui apporte son premier succès public et sa première récompense d'actrice : un Golden Globe. Elle poursuit avec d'autres succès qui lui permettent de rencontrer de prestigieux réalisateurs : L'Honneur des Prizzi de John Huston (qui lui vaut un nouveau Golden Globe), Peggy Sue s'est mariée de Francis Ford Coppola. La Guerre des Rose (1989) la voit retrouver Michael Douglas. Elle prête sa voix grave et sensuelle au personnage de Jessica Rabbit dans Qui veut la peau de Roger Rabbit.

### Le creux des années 1990
Après cette décennie de succès, elle ne retrouve ensuite plus de rôle cinématographique de cet acabit. Ses problèmes de santé, causés par une polyarthrite rhumatoïde, les traitements qu'elle doit subir et la prise de poids qui en découle l'expliquent sans doute en partie. Elle marque tout de même le public grâce à des rôles où elle n'hésite pas à ridiculiser le glamour : elle est la Serial Mother, de John Waters, et Mme Lisbon dans Virgin Suicides de Sofia Coppola.

### Depuis les années 2000
Elle incarne Charles Bing, le père transgenre de Chandler dans la série Friends en 2001 pour trois épisodes.
En 2009, elle incarne Sue Collini dans la série Californication, pour dix épisodes.
En 2012, elle est à l'affiche du film The Perfect Family au côté d'Emily Deschanel. En 2014, elle est au cinéma dans la comédie Dumb and Dumber De, aux côtés de Jim Carrey, Jeff Daniels et Laurie Holden.

### Les succès au théâtre
Depuis 1990, c'est au théâtre qu'elle obtient le plus de reconnaissance : à Broadway où elle reprend avec succès le rôle de Maggie dans La Chatte sur un toit brûlant (une nomination au Tony Awards). En 2000, à Londres, elle reprend le rôle de Mme Robinson dans l'adaptation théâtrale du Lauréat. En 2005, elle est choisie par le dramaturge Edward Albee pour incarner Martha dans la nouvelle production new-yorkaise de Qui a peur de Virginia Woolf ?. C'est à nouveau un grand succès tant de la part du public que de celui de la critique.

### Anecdotes
En 1986, le chanteur autrichien Falco lui rend hommage dans la chanson The Kiss of Kathleen Turner.
En 2004, elle fait partie du jury du Festival de Cannes 2004, sous la présidence de Quentin Tarantino.
En 2013, elle reçoit, lors du Festival des films du monde (FFM) de Montréal, le grand prix spécial des Amériques, soulignant l'ensemble de sa carrière. Lors d'une conférence de presse avec les médias montréalais précédant la remise de ce prix, elle déclare : « J'y ai réfléchi et je crois que je suis assez vieille pour avoir droit à cet honneur. »

## Filmographie

### Cinéma
- 1981 : La Fièvre au corps (Body Heat, de Lawrence Kasdan : Matty Walker
- 1983 : L'Homme aux deux cerveaux (The Man with Two Brains) de Carl Reiner : Dolores Benedict
- 1984 : À la poursuite du diamant vert (Romancing the Stone) de Robert Zemeckis : Joan Wilder
- 1984 : Une race à part (A Breed Apart) de Philippe Mora : Stella Clayton
- 1984 : Les Jours et les nuits de China Blue (Crimes of Passion), de Ken Russell : Joanna Crane / China Blue
- 1985 : L'Honneur des Prizzi (Prizzi's Honor) de John Huston : Irene Walker
- 1985 : Le Diamant du Nil (The Jewel of the Nile) de Lewis Teague : Joan Wilder
- 1986 : Peggy Sue s'est mariée (Peggy Sue Got Married), de Francis Ford Coppola : Peggy Sue
- 1987 : Julia et Julia (Giulia e Giulia) de Peter Del Monte : Julia
- 1988 : Scoop (Switching Channels) de Ted Kotcheff : Christy Colleran
- 1988 : Qui veut la peau de Roger Rabbit (Who Framed Roger Rabbit) de Robert Zemeckis : Jessica Rabbit (voix)
- 1988 : Voyageur malgré lui (The Accidental Tourist), de Lawrence Kasdan : Sarah
- 1989 : Bobo Bidon (Tummy Trouble) de Rob Minkoff : Jessica Rabbit (court-métrage d'animation, voix)
- 1989 : La Guerre des Rose (The War of the Roses) de Danny DeVito : Barbara Rose
- 1990 : Lapin Looping (Roller Coaster Rabbit) de Rob Minkoff : Jessica Rabbit (court-métrage d'animation, voix)
- 1991 : Un privé en escarpins (V.I. Warshawski) de Jeff Kanew : Vic
- 1993 : Naked in New York de Daniel Algrant : Dana Coles
- 1993 : Panique au pique-nique (Trail Mix-Up) de Barry Cook : Jessica Rabbit (court-métrage d'animation, voix)
- 1993 : House of Cards de Michael Lessac : Ruth Matthews
- 1993 : Pas de vacances pour les Blues (Undercover Blues), de Herbert Ross : Jane Blue
- 1994 : Serial Mother (Serial Mom), de John Waters : Beverly Sutphin
- 1995 : Moonlight and Valentino, de David Anspaugh : Alberta Russell
- 1996 : The Best of Roger Rabbit de Rob Minkoff : Jessica Rabbit (court-métrage d'animation, voix)
- 1997 : Bad Baby de Tom Burton : la mère (voix)
- 1997 : La Guerre des fées (A Simple Wish), de Michael Ritchie : Claudia
- 1997 : Une vraie blonde (The Real Blonde) de Tom DiCillo : Dee Dee Taylor
- 1999 : P'tits génies (Baby Geniuses) de Bob Clark : Elena
- 1999 : Virgin Suicides (The Virgin Suicides) de Sofia Coppola : Mrs. Lisbon
- 1999 : Love and Action in Chicago (en) de Dwayne Johnson-Cochran : Middleman
- 2000 : National Geographic Kids: Creepy Creatures de Cynthia Van Cleef (court-métrage, voix)
- 2000 : De toute beauté (Beautiful) de Sally Field : Verna Chickle
- 2000 : Prince of Central Park de John Leekley : Rebecca Caim
- 2008 : Marley & Moi de David Frankel : Ms. Kornblut
- 2011 : The Perfect Family de Anne Renton : Eileen Cleary
- 2013 : Nurse (Nurse 3D) de Douglas Aarniokoski : Infirmière en chef Betty Watson
- 2014 : Dumb and Dumber De (Dumb and Dumber To) de Peter et Bobby Farrelly : Fraida Fletscher
- 2017 : Another Kind of Wedding de Pat Kiely : Barbara
- 2025 : La Ferme des animaux (Animal Farm) d'Andy Serkis (voix)

## Télévision

### Séries télévisées
- 1978 : The Doctors (en) d’Orvin Tovrov (en)
- 1998 : Stories from My Childhood (pl) de S. T. Aksakov et Gary Stuart Kaplan (voix)
- 2001 : Friends (saison 7, 3 épisodes) : Charles Bing, père transgenre de Chandler
- 2006 : New York, police judiciaire (saison 16, épisode 14) : Rebecca Shane
- 2006 : Nip/Tuck (saison 4, épisode 1) : Cindy Plumb
- 2009 : Californication (saison 3, 10 épisodes) : Sue Collini
- 2016 : The Path : Brenda Roberts
- 2019 - 2021 : La Méthode Kominsky (saisons 2 et 3) : Roz
- 2019 : Dolly Parton's Heartstrings (Netflix, saison 1, épisode 8 : « These Old Bones ») : Mary « Old Bones »

### Téléfilms
- 1994 : Leslie's Folly de Kathleen Turner
- 1995 : Friends at Last de John David Coles
- 1998 : Le Coup de l'oreillette (Legalese) de Glenn Jordan
- 2000 : Cendrillon Rhapsodie (Cinderella) de Beeban Kidron

## Voix françaises
En France
| - Anne Jolivet dans : - À la poursuite du diamant vert - Les Jours et les nuits de China Blue - Le Diamant du Nil - Scoop - La Guerre des Rose - La Guerre des fées - Virgin Suicides - Nip/Tuck (série télévisée) - Californication (série télévisée) - Dumb and Dumber De - Béatrice Delfe dans : - Peggy Sue s'est mariée - Un privé en escarpins - Serial Mother - Marley et moi - White House Plumbers (mini-série) | - Tania Torrens dans : - Qui veut la peau de Roger Rabbit (voix) - Bobo Bidon (court métrage - voix) - Lapin Looping (court métrage - voix) - Panique au pique-nique (court métrage - voix) - Yolande Folliot dans : - La Fièvre au corps - Voyageur malgré lui Et aussi - Frédérique Tirmont dans L'Homme aux deux cerveaux - Perrette Pradier (*1938 - 2013) dans L'Honneur des Prizzi - Marion Game (*1938 - 2023) dans Pas de vacances pour les Blues - Micky Sébastian dans Une vraie blonde - Andréa Ferréol dans Moonlight et Valentino - Michèle Bardollet dans Friends (série télévisée) |

Au Québec
- Anne Caron[6] dans :
  - Les P'tits Génies
  - Cri ultime
  - De toute beauté

Et aussi
- Louise Portal dans Qui veut la peau de Roger Rabbit ? (voix)
- Claudine Chatel[6] dans Maman ne se laisse pas marcher sur les pieds
- Johanne Garneau[6] dans La Maison monstre
- Marie-Andrée Corneille[6] dans Marley et Moi

## Distinctions
- 1984 : Golden Globe de la meilleure actrice pour À la poursuite du diamant vert
- 1986 : Golden Globe pour L'Honneur des Prizzi
- 1987 : nommée aux Golden Globes pour Peggy Sue s'est mariée
- 1987 : nommée pour un Oscar du cinéma pour Peggy Sue s'est mariée